# Região de Planejamento do Alto Munim
A Região de Planejamento do Alto Munim é uma das 32 Regiões Administrativas do Maranhão. Localiza-se no nordeste do Estado e é uma das maiores produtoras de grãos do Maranhão. Recebe esse nome devido ao Rio Munim, que corta a Região.
Chapadinha é a maior cidade bem como o município-sede da Região.

## Formação
A Região é formada por nove municípios:
- Afonso Cunha
- Anapurus
- Belágua
- Brejo
- Buriti
- Chapadinha
- Mata Roma
- São Benedito do Rio Preto
- Urbano Santos